# Norwich (Nueva York)
Norwich fundada en 1914, es una ciudad ubicada en el condado de Chenango en el estado estadounidense de Nueva York. En el año 2000 tenía una población de 7,355 habitantes y una densidad poblacional de 1,393.5 personas por km².

## Geografía
Norwich se encuentra ubicada en las coordenadas 42°31′55″N 75°31′18″O / 42.53194, -75.52167. Según la Oficina del Censo, la ciudad tiene un área total de 5,3 km² (2 mi²), de la cual 5,3 km² (2 mi²) es tierra y 0 km² (0 mi²) (0%) es agua.

## Demografía
Según la Oficina del Censo en 2000 los ingresos medios por hogar en la localidad eran de $28,485, y los ingresos medios por familia eran $39,808. Los hombres tenían unos ingresos medios de $33,537 frente a los $24,430 para las mujeres. La renta per cápita para la localidad era de $17,339. Alrededor del 18.7% de la población estaban por debajo del umbral de pobreza.